# Milford (Ohio)
Milford é uma cidade localizada no estado norte-americano de Ohio, no Condado de Clermont e Condado de Hamilton.

## Demografia
Segundo o censo norte-americano de 2000, a sua população era de 6284 habitantes.
Em 2006, foi estimada uma população de 6317, um aumento de 33 (0.5%).

## Geografia
De acordo com o United States Census Bureau tem uma área de
9,9 km², dos quais 9,7 km² cobertos por terra e 0,2 km² cobertos por água.

## Localidades na vizinhança
O diagrama seguinte representa as localidades num raio de 8 km ao redor de Milford.